# Fonds régional d'art contemporain d'Auvergne
 (novembre 2016).
Si vous disposez d'ouvrages ou d'articles de référence ou si vous connaissez des sites web de qualité traitant du thème abordé ici, merci de compléter l'article en donnant les références utiles à sa vérifiabilité et en les liant à la section « Notes et références ».
Le FRAC Auvergne, fonds régional d'art contemporain de la région Auvergne, créé en 1985 à l'initiative du ministère de la Culture et du conseil régional d'Auvergne, est une association loi de 1901 de droit privé destinée à constituer une collection d’œuvres contemporaines pour la rendre accessible au public le plus large tout en développant une action de sensibilisation à la création actuelle. Il intervient dans la région afin de soutenir et diffuser la production artistique des cinquante dernières années.

## Les missions du FRAC Auvergne
Au cours des années 1980, la politique culturelle française connue d'importantes modifications, ainsi, l'art contemporain est entré au cœur des préoccupations du ministre de la Culture. Sous l'impulsion de son ministre, Jack Lang, une vaste politique de soutien à la création et à la diffusion de l'art contemporain a été établie. Les fonds régionaux d'art contemporain (FRAC) ont été institués. Il s'agit de mettre en place des structures fonctionnant sur la base d'un partenariat entre l'État et les conseils régionaux chargés de défendre et de diffuser la création des cinquante dernières années.

### Créer une collection d’œuvres d’art
Depuis sa création, le FRAC Auvergne acquiert chaque année des œuvres auprès d'artistes dont la majorité bénéficie d'une reconnaissance internationale tels que Jean Dubuffet, Pierre Soulages, Georges Rousse ou encore Fiona Rae. Mais il accorde également une large place aux artistes auvergnats puisque 12 % de la collection est régionale. L'identité de cette collection s'est constituée autour de la peinture et, plus, largement, des questions liées à l'image. Aucun autre FRAC en France n'a, comme lui, affirmé la volonté de privilégier un médium artistique. Aujourd'hui, la collection regroupe près de 400 œuvres. Ces acquisitions sont décidées par le service délibérant du FRAC dans lequel l'État et la région Auvergne sont représentés. 
Après avoir été accueilli aux Écuries de Chazerat, le FRAC Auvergne s'est installé en janvier 2010 dans un nouvel espace, au pied de la cathédrale de Clermont-Ferrand. Il dispose dorénavant de près de 100 m2 de superficie répartis sur trois étages. 400 m2 sont réservés à l'exposition et 400 m2 au stockage des œuvres, les diverses activités du FRAC sont ainsi réunies.
Collection d'art contemporain la plus importante et la plus prestigieuse de la région Auvergne, celle-ci constitue une référence au niveau national. Alors qu'en 1997 7 000 visiteurs étaient venus le découvrir, le FRAC en accueille aujourd'hui[Quand ?] plus de 40 000.

### Concevoir des expositions
Afin de contribuer au mieux à la promotion et à la diffusion de la création contemporaine, le FRAC Auvergne organise 20 à 25 expositions par an. De nombreuses œuvres de sa collection circulent par ailleurs en France et dans le monde, sous la forme de prêts consentis aux musées, aux institutions artistiques mais aussi à d'autres FRAC.
Depuis plus de vingt ans, les œuvres du FRAC Auvergne ont été présentées dans plus de 400 expositions en France et à l'étranger.
- Des expositions consacrées à des artistes de grande renommée, généralement accompagnée par la publication d'un livre diffusé en France et à l'étranger. Ces dernières années, le FRAC Auvergne a ainsi invité Philippe Cognée (2002), Luc Tuymans (2003), Albert Oehlen (2005), Fabian Marcaccio (2005), Richard Tuttle (2006), Frank Nitsche (2007), Raoul De Keyser (2008), Katharina Grosse (2008), Eberhard Havekost (2008), Rémy Hysbergue (2009), Pierre Gonnord (2009), Marc Bauer (2009), Jean-Luc Mylayne (2009). Ces expositions ont fait l'objet de la publication de livres dont certains (Havekost, Grosse, Bauer...) sont les premiers édités en langue française.

- Des expositions thématiques, regroupant plusieurs artistes de la collection, consacrées à l'exploration d'un thème particulier; comme le cinéma avec l'exposition « La Rose pourpre du Caire », conçue au musée d'art et d'archéologie d'Aurillac, dans le Cantal, pendant 6 mois en 2009 et regroupant une quarantaine d'artistes ou la correspondance entre art et espace pour les expositions « À travers le miroir (Le Secret) » et « À travers le miroir (Western Moderne) » organisées durant l'été 2007. Conçues dans les musées et lieux culturels de la région Auvergne, ces expositions ont pour objectif de faire connaître la richesse de la collection à un public le plus large possible.

- Des expositions à caractère pédagogique, destinées aux élèves de la région Auvergne. Depuis 2000, le FRAC Auvergne organise 8 à 10 expositions par an dans les établissements scolaires afin de sensibiliser les élèves à la création contemporaine. Afin d'offrir au jeune public une meilleure compréhension de la production artistique d'aujourd'hui, une exposition itinérante « L'art dans les lycées » a été conçue. Le même type de projet est en voie de création dans les collèges où une œuvre sera successivement exposées dans une douzaine d'établissement scolaires.

### Sensibiliser et éduquer
Par de nombreuses conférences, visites guidées, publications de journaux d'exposition, et grâce à un principe de gratuité de toutes ses prestations, le FRAC Auvergne contribue à une meilleure connaissance de la création actuelle auprès de
publics très diversifiés :
- Écoles maternelles et primaires, sous forme d'animations et de pratique artistique.
- Collèges et lycées, sous forme d'expositions dans les établissements.
- École supérieure de commerce de Clermont. Cycle de conférences d'initiation à l'art contemporain à destination des étudiants de première année. Certificat en management des entreprises culturelles à destination des étudiants en fin d'études.
- Université. Interventions au sein du master Création éditoriale générale et de jeunesse, du master Médiation culturelle et de l'IUP Métiers du livre.
- Entreprises. Développement du mécénat, conférences d'initiation à destination du personnel, soirées privées...
- Grand public. Visites guidées permanentes, gratuites et sans rendez-vous, journaux d'expositions offerts à tous les visiteurs, conférences d'initiation à l'art contemporain.